# Македонски глас (1928 – 1929)
Вижте пояснителната страница за други значения на Македонски глас.
„Македонски глас“ с подзаглавие Вестник на будната македонска мисъл е български вестник, излизал през 1928 и 1929 година.
Вестникът излиза като орган на протогеровисткото крило на Вътрешната македонска революционна организация след убийството на генерал Александър Протогеров в 1928 година. Отговорен редактор е М. Георгиев, а от брой 3 - Д. Христов. Излизат четири броя, 3 и 4 с притурки. Спрян е поради финансови проблеми и ограничения от страна на властите. Печата се в печатница „Франклин“.